# México en los Juegos Olímpicos de Tokio 1964
México estuvo representado en los Juegos Olímpicos de Tokio 1964 por un total de 94 deportistas, 90 hombres y 4 mujeres, que compitieron en 15 deportes.
El portador de la bandera en la ceremonia de apertura fue el atleta Fidel Negrete.

## Medallistas
El equipo olímpico mexicano obtuvo las siguientes medallas:
| Nombre              | Deporte | Competición |
| ------------------- | ------- | ----------- |
| Oro                 |         |             |
| —                   |         |             |
| Plata               |         |             |
| —                   |         |             |
| Bronce              |         |             |
| Juan Fabila Mendoza | Boxeo   | 54 kg M     |

## Resultados por deporte

### Baloncesto
Torneo masculino
Alberto Almanza, Eulalio Ávila, Armando Herrera y Carlos Quintanar participaron en sus segundos Juegos Olímpicos.
| Selección de Baloncesto de México |
| Jugadores                         |
| Nombre                            |
| Alberto Alamanza                  |
| Miguel Arellano                   |
| Eulalio Ávila                     |
| Luis Enrique Grajeda              |
| Rafael Heredia Estrella           |
| Armando Herrera                   |
| Mario Peña Maldonado              |
| Ricardo Pontvianne                |
| Carlos Quintanar                  |
| Manuel Raga                       |

| Fecha                 | Ronda                   | Local  |                   | Resultado |                               | Visitante       |
| --------------------- | ----------------------- | ------ | ----------------- | --------- | ----------------------------- | --------------- |
| 11 de octubre de 1964 | Primera ronda - Grupo A | México | Bandera de México | 80:85     | Bandera de Italia             | Italia          |
| 12 de octubre de 1964 | Primera ronda - Grupo A | México | Bandera de México | 76:87     | Bandera de la Unión Soviética | Unión Soviética |
| 13 de octubre de 1964 | Primera ronda - Grupo A | México | Bandera de México | 55:73     | Bandera de Puerto Rico        | Puerto Rico     |
| 14 de octubre de 1964 | Primera ronda - Grupo A | México | Bandera de México | 71:70     | Bandera de Polonia            | Polonia         |
| 16 de octubre de 1964 | Primera ronda - Grupo A | México | Bandera de México | 78:68     | Bandera de Canadá             | Canadá          |
| 17 de octubre de 1964 | Primera ronda - Grupo A | México | Bandera de México | 61:69     | Bandera de Hungría            | Hungría         |
| 18 de octubre de 1964 | Primera ronda - Grupo A | México | Bandera de México | 64:62     | Bandera de Japón              | Japón           |

### Boxeo
Con cuatro boxeadores, fue el equipo olímpico más grande de México desde 1936. Juan Fabila Mendoza le dio la primera medalla al país en la disciplina también desde 1936.
El país compitió en peso wélter y peso gallo por primera vez desde Helsinki 52.
| Atleta                     | Evento              | Ronda de 64        | Ronda de 32            | Ronda de 16        | Cuartos de final   | Semifinales        | Final              | Final             |           |
| Atleta                     | Evento              | Oponente Resultado | Oponente Resultado     | Oponente Resultado | Oponente Resultado | Oponente Resultado | Oponente Resultado | Posición          |           |
| -------------------------- | ------------------- | ------------------ | ---------------------- | ------------------ | ------------------ | ------------------ | ------------------ | ----------------- | --------- |
| Juan Fabila Mendoza        | Peso gallo          | -                  | Ali-Akbarzadeh (IRI) G | Law HKG) G         | Grigoryev (URSS) G | Chung (KOR) P      | No avanzó          | Medalla de bronce |           |
| José Antonio Durán Aguirre | Peso pluma          | -                  | Anwer (SWI) G          | Suk (KOR) G        | Brown (USA) P      | No avanzó          | No avanzó          | No avanzó         |           |
| Eduardo Zazueta            | Peso wélter ligero' | Olulu (KEN) P      | No avanzó              | No avanzó          | No avanzó          | No avanzó          | No avanzó          | No avanzó         |           |
| Rogelio Reyes              | Peso wélter         | -                  | Niculescu (ARG) P      | No avanzó          | No avanzó          | No avanzó          | No avanzó          | No avanzó         | No avanzó |

### Clavados
| Atleta              | Evento                       | Preliminar | Preliminar | Final     | Final     | Total  | Total    |
| Atleta              | Evento                       | Puntos     | Posición   | Puntos    | Posición  | Puntos | Posición |
| ------------------- | ---------------------------- | ---------- | ---------- | --------- | --------- | ------ | -------- |
| José Robinson       | Trampolín 3 metros varonil   | 84.42      | 19         | No avanzó | No avanzó | 84.42  | 19       |
| Álvaro Gaxiola      | Trampolín 3 metros varonil   | 85.78      | 15         | No avanzó | No avanzó | 85.78  | 15       |
| Luis Niño de Rivera | Trampolín 3 metros varonil   | 87.87      | 12         | No avanzó | No avanzó | 87.87  | 12       |
| Luis Niño de Rivera | Plataforma 10 metros varonil | 91.46      | 10         | No avanzó | No avanzó | 91.46  | 10       |
| Roberto Madrigal    | Plataforma 10 metros varonil | 93.82      | 5          | 50.45     | 3         | 144.27 | 4        |
| Álvaro Gaxiola      | Plataforma 10 metros varonil | 87.07      | 18         | No avanzó | No avanzó | 87.07  | 18       |

### Futbol
México volvió a participar en el torneo de futbol olímpico después de presentarse por última vez en Londres 1948.
El empate del equipo contra la selección de Irán fue su primer punto en toda la historia del futbol olímpico.
Plantel
Resultados
Fase de grupos
Grupo A
| Equipo               | Pts. | PJ | PG | PE | PP | GF | GC | Dif. |
| -------------------- | ---- | -- | -- | -- | -- | -- | -- | ---- |
| Alemania Democrática | 5    | 3  | 2  | 1  | 0  | 7  | 1  | +6   |
| Rumania              | 5    | 3  | 2  | 1  | 0  | 5  | 2  | +3   |
| México               | 1    | 3  | 0  | 1  | 2  | 2  | 6  | −4   |
| Irán                 | 1    | 3  | 0  | 2  | 3  | 1  | 6  | −5   |

| 11 de octubre de 1964, 14:00 | Rumania                                      | 3:1 (2:0) | México      | Ōmiya, Saitama, Japón                                     |                                                           |
|                              | Creiniceanu 20' · Pârcălab 33' · Ionescu 47' |           | Fragoso 73' | Asistencia: 12,932 espectadores Árbitro(s): Yozo Yokoyama | Asistencia: 12,932 espectadores Árbitro(s): Yozo Yokoyama |

| 13 de octubre de 1964, 14:00 | Irán       | 1:1 (0:0) | México     | Chichibunomiya, Tokio, Japón                                     |                                                                  |
|                              | Nirlou 59' |           | Dávila 54' | Asistencia: 15,938 espectadores Árbitro(s): John Stanley Wontumi | Asistencia: 15,938 espectadores Árbitro(s): John Stanley Wontumi |

| 15 de octubre de 1964, 14:00 | Alemania Oriental          | 2:0 (1:0) | México | Mitsuzawa, Kanagawa, Japón                                 |                                                            |
|                              | Barthels 37' · Nöldner 66' |           |        | Asistencia: 12,814 espectadores Árbitro(s): Gregg de Silva | Asistencia: 12,814 espectadores Árbitro(s): Gregg de Silva |

### Remo
México regresó al scull individual por primera vez desde Melbourne 1956 y debutó en sculls doble.
| Atleta                               | Evento           | Cuartos de final | Cuartos de final | Repesca   | Repesca  | Final             | Final    |
| Atleta                               | Evento           | Resultado        | Posición         | Resultado | Posición | Resultado         | Posición |
| ------------------------------------ | ---------------- | ---------------- | ---------------- | --------- | -------- | ----------------- | -------- |
| Otto Plettner                        | Scull individual | 8:03.86          | 5                | 7:46.84   | 4        | 7:33.24 (Final B) | 10       |
| Roberto Friedrich Fernando Scheffler | Scull doble      | 7:34.34          | 4                | 7:35.14   | 3        | 7:27.47 (Final B) | 11       |